# TowerFall
TowerFall est un jeu vidéo de combat en arène développé par Maddy Thorson dans lequel jusqu'à six joueurs s'affrontent à l'aide de flèches et de sauts sur la tête de l'ennemi,.
Le jeu est sorti en 2013 sur PlayStation 4, Microsoft Windows, Linux, OS X , PSVita, Xbox One et Nintendo Switch sous le nom TowerFall Ascension.

## Système de jeu

### Mode multijoueur compétitif

Combat typique entre trois joueurs.

Jusqu'à six joueurs différents s'affrontent dans des arènes fermées, affichées entièrement à l'écran et dont les bords communiquent (si un joueur sort en bas de l'écran il réapparaîtra en haut et vice versa, de même pour la droite et la gauche de l'écran). Chaque personnage présent à l'écran, chacun contrôlé par un joueur, est équipé d'un arc et d'un nombre limité de flèches. Chaque flèche tirée peut être récupérée là où elle est tombée pour être tirée à nouveau. Des flèches avec des effets différents (tête chercheuse, plus rapides, rebondissantes...) peuvent être acquises dans des coffres (ou présentes par défauts selon les paramètres du jeu).
Selon les modes de jeu, les joueurs doivent alors survivre ou éliminer un maximum d'opposants (seuls ou en équipe), sachant qu'un personnage est éliminé si :
- il est touché par une flèche ;
- un autre personnage saute sur lui.

### Mode quest (quête)
Le mode quest a fait son apparition avec TowerFall Ascension. Il permet à un ou deux joueurs de parcourir les différentes arènes de TowerFall en affrontant des vagues d'ennemis aux capacités et mouvements variés. Chaque arène comporte plusieurs zones et se finit par un boss.

### Mode Trials (épreuves)
Également apparu avec TowerFall Ascension, le mode trial permet à un joueur d'éliminer des cibles fixes en un minimum de temps. C'est le seul mode de jeu jouable exclusivement seul.

## Développement

### Inspiration
Les mécaniques de jeu sont inspirées des jeux auxquels jouait Thorson dans sa jeunesse. Pour Thorson, TowerFall est le mélange :
- des mécanismes d'objets de Super Smash Bros. ;
- de la tension et des morts en un seul coup de Bushido Blade ;
- du plaisir de jeu de GoldenEye 007 ;
- des mécanismes de tir de Yoshi's Island ;
- du positionnement stratégique de Team Fortress 2.

Elle décrit le développement du jeu comme « l'adaptation de Super Smash Bros. à ses goûts ».
L'ambiance médiévale provient à la fois de son intérêt pour la série de livres Game of Thrones et pour le lien naturel entre de tels environnements et des archers. Les personnages du jeu ont tous une personnalité et une histoire, que Thorson prévoyait d'élaborer et d'inclure dans un manuel accompagnant le jeu.

### Développement initial
Le jeu a été produit et développé par Maddy Thorson, précédemment l'autrice de Planet Punch. L'idée vient d'une visite à Alec Holowka alors qu'ils travaillaient pour le 48-hour June 2012 Vancouver Full Indie Game Jam. L'équipe travaillait sur un jeu multijoueur inspiré de The Legend of Zelda qui devint un jeu de plate-formes en Flash pour un seul joueur dans lequel on pouvait incarner « un talentueux archer issu d'anciennes légendes ». Dans un premier temps les deux développeurs souhaitaient inclure plusieurs armes, mais ils finirent par garder seulement l'arc pour ses sensations de jeu. La flèche a été conçue pour être tirée sans charge (immédiatement après la pression du bouton correspondant) et courber légèrement sa course vers la cible lorsqu'elle s'en approche, ceci afin de permettre au joueur d'avoir une plus ample marge d'erreur. De plus le déplacement de la flèche est relativement lent, afin de laisser plus de place au positionnement stratégique du joueur. Thorson a également choisi de n'autoriser que huit directions de tirs (droite, gauche, haut, bas et diagonales) plutôt que d'implémenter un système plus complexe de visée à 360°. Thorson et Holowka ont également implémenté dans ce prototype des niveaux, des objets, un magasin et une histoire basée sur l'ascension d'une tour. À la manière d'un RPG, les joueurs devaient gagner de nouveaux objets et de nouvelles capacités au fur et à mesure de la progression dans l'aventure. Thorson voulait en premier lieu envoyer le jeu à un site américain pour « de l'argent facile », mais changea d'avis après avoir développé une version multijoueur de son jeu après le Game Jam.
Thorson explique les qualités des mode de jeu multijoueur, par l'environnement dans lequel il a été développé. Elle vivait alors en colocation avec plusieurs développeurs indépendants, notamment à l'"Indie House" de Vancouver, ce qui lui a permis de tester le multijoueur quasiment en continu pendant le développement. Bien qu'Alec Holowka ait rapidement abandonné le développement du jeu après la Game Jam de Vancouver, laissant le projet à Thorson, il revint à la dernière minute présenter le jeu à la Game Developers Conference de 2013, le passeport de Thorson ayant expiré. Avec l'attention grandissante de la presse au salon PAX East, Thorson s'engagea auprès de Kellee Santiago à sortir TowerFall en exclusivité sur Ouya. Pour Thorson, une sortie sur Ouya paraissait alors moins intimidante qu'une sortie sur PlayStation 3. Le jeu semblait correspondre parfaitement à l'emphase mise par la Ouya sur le multijoueur local.
Thorson commença par élaborer les graphismes du jeu elle-même mais, insatisfaite du résultat, décida d'engager MiniBoss pour finir cet aspect du jeu. Holowka composa les musiques et Thorson engagea Power Up Audio pour les effets sonores. Thorson a considéré l'ajout d'un mode multijoueur en ligne, mais elle n'avait pas les connaissances nécessaires à la réalisation de ce projet.

### Sortie du jeu et développement d'Ascension

Logo du jeu TowerFall Ascension.

TowerFall est sorti le 25 juin 2013 exclusivement sur Ouya. Malgré la jeunesse de la Ouya les ventes furent bonnes, ce qui permit à Thorson de continuer à développer le jeu. Elle déclara alors son souhait d'intégrer un mode solo, et signa avec Sony un contrat d'exclusivité console pour sortir TowerFall Ascension sur PlayStation 4 et Steam après la fin du contrat d'exclusivité de six mois avec la Ouya. TowerFall Ascension devait alors contenir de nouveaux niveaux, armes et options de jeu. Sony participa activement à l'arrivée du jeu sur PlayStation 4, portage qui fut effectué par le studio Sickhead Games à Dallas. Deux personnes travaillèrent dessus pendant huit semaines en utilisant Monogame, « une réécriture open source » du XNA de Microsoft. Thorson pensait que la DualShock 4 était une manette « parfaite pour TowerFall » et que le développement pour PlayStation 4 offrait « une continuité naturelle » au jeu. Les principales additions de TowerFall Ascension furent les modes un joueur et coopératif, plus les ajouts d'armes, de personnages, d'arènes et d'options de jeu promises par Thorson. Le jeu sortit en mars 2014 sur PlayStation 4 et Windows, puis fut porté sur Linux et OSX en mai 2014 (avec quelques options de jeux supplémentaires, ajoutées également dans les autres versions).
Un éditeur de niveaux est prévu, et Thorson a exprimé son intérêt pour le support de six manettes permettant ainsi des matchs en trois contre trois.

### Dark World

Logo du jeu TowerFall Dark World.

En novembre 2014, Thorson annonce une extension baptisée Dark World. Celle-ci est sortie le 12 mai 2015 sur tous les supports (sauf en Europe pour la Playstation 4 le 13 mai 2015). L'extension inclut de nouveaux types de flèches, de nouveaux personnages, de nouvelles cartes (ainsi que la possibilité d'en générer aléatoirement), un nouveau mode de jeu en coopération jusqu'à quatre joueurs et de nouvelles variantes pour le versus.
En septembre 2015 une mise à jour gratuite pour les possesseurs de l'extension viendra également rajouter un éditeur de niveaux pour les versions PC du jeu.

## Accueil
TowerFall: Ascension reçoit 10/10 de Canard PC, 9/10 de Gamekult, 8/10 de GameSpot.